# Схватка (фильм, 2011)
«Схва́тка» (англ. The Grey) — кинодрама режиссёра Джо Карнахана c Лиамом Нисоном в главной роли, снятый по рассказу Йена Маккензи Джефферса «Призрачный ходок» (англ. Ghost Walker). Мировая премьера состоялась 11 декабря 2011 года на ежегодном киномарафоне Butt-Numb-A-Thon. Премьера в США прошла 27 января 2012 года. Слоган: «Живи и умри в этот день» (Live and Die on This Day).

## Сюжет
Аляска, наши дни, отдалённая буровая установка, на которой трудятся в основном бывшие заключённые.
Джон Оттуэй (Лиам Нисон) — бывший снайпер и охотник, нанятый нефтяной фирмой для охраны буровиков от диких хищников — тяжело переживает смерть любимой жены и не видит дальнейшего смысла в своей жизни. Немного посидев в местном баре, он пытается застрелиться из собственной винтовки, но внезапный вой волка в горах заставляет его убрать палец со спускового крючка…
На следующий день он вместе с вахтой буровиков возвращается на самолёте, который попадает в зону турбулентности и терпит крушение в бескрайних лесах Аляски.
Помощи ждать неоткуда, и семеро чудом уцелевших в катастрофе, в том числе и Джон, стараются выжить любой ценой. Проблема осложняется тем, что крушение самолёта происходит недалеко от логова крупной стаи волков, винтовка снайпера разбита при падении, а часть пассажиров серьёзно ранены. Постепенно осознав, что помощь может совсем не прийти, люди решают дать отпор стае, попутно стараясь найти выход из сложившейся ситуации.
Заметив вдалеке лесной массив, Джон, сделавшись неформальным лидером оставшихся в живых, убеждает последних оставить обломки самолёта и добраться до деревьев, где легче будет отбиться от хищников. Но только пятерым удаётся по глубокому снегу добраться до леса, где их всё равно окружает голодная стая. Её опытный альфа-самец сначала натравливает на выживших омега-самца, но им удаётся убить последнего. Знания и хладнокровие Джона помогают измученным людям отбиться и от остальной стаи, и, в качестве акта устрашения, они решают поджарить на костре и съесть убитого волка. Но стая, полакомившись человечиной, уже не собирается отступать…
С трудом перебравшись по сделанной из скрученной одежды верёвке через горное ущелье, беглецы теряют ещё одного из товарищей, сорвавшегося с большой высоты, но вскоре находят реку, решив идти вдоль её берега в надежде встретить какую нибудь хижину.
Один из нефтяников при попытке спасти друга, упавшего в ущелье, сильно повредил ногу и отказался идти дальше, предпочтя смерть на лоне девственной природы. Джон с оставшимся товарищем следуют вдоль реки, но тот бросается бежать, падает в реку и тонет.
Потеряв одного за другим своих товарищей, Джон, утратив собственные силы и веру в Бога, решает, наконец, остановиться в роще недалеко от реки. Достав бумажники погибших, он рассматривает фотографии и складывает их в одну стопку. Но, осмотрев местность и услышав рычание окруживших его волков, внезапно понимает, что набрёл совсем не на убежище, а оказался прямо в логове преследовавших его хищников («Логово, залез в то самое логово»). Волки хотят наброситься на Джона, однако громкий рык вожака прерывает их атаку.
Джон, понимая, что это конец, укладывает все бумажники рядом. Перед глазами он видит умирающую супругу, которая говорит ему: «Ничего не бойся!» Видя, что волк готовится напасть, он достаёт из рюкзака всё, что может пригодиться для защиты. К левой руке он приматывает скотчем три бутылки с отбитыми донышками, а к правой — большой нож. В мыслях он произносит строки стихотворения, сочинённого его покойным отцом: «Живи и умирай в сей день!» Фильм заканчивается броском Джона на волка.
После финальных титров показана 3-секундная сцена, оставляющая вопрос о победителе схватки открытым: умирающий альфа-самец, на спине которого лежит Джон — погибающий от ран или просто обессилевший от битвы.

## В ролях
| Актёр            | Роль          | Русский дубляж[значимость факта?] |
| ---------------- | ------------- | --------------------------------- |
| Лиам Нисон       | Джон Оттуэй   | Владимир Антоник                  |
| Дермот Малруни   | Талгет        | Илья Исаев                        |
| Даллас Робертс   | Пит Хендрик   | Александр Носков                  |
| Джо Андерсон     | Тодд Фланнери | Александр Гаврилин                |
| Нонсо Анози      | Джексон Бёрк  | Михаил Георгиу                    |
| Джеймс Бэдж Дейл | Левенден      |                                   |
| Энн Опеншоу      | жена Оттуэя   | Наталья Грачёва                   |
| Фрэнк Грилло     | Джон Диас     | Даниил Эльдаров                   |
| Бен Брэй         | Эрнандес      | Денис Беспалый                    |

## Саундтрек
Музыку к фильму написал Марк Стрейтенфелд (1-16). Также создателями фильма была использована музыка, которую написал Джеймин Винанс для фильма Ink (17).
| №   | Название              | Длительность |
| --- | --------------------- | ------------ |
| 1.  | «Writing the Letter»  | 2:00         |
| 2.  | «Suicide»             | 1:44         |
| 3.  | «You are Gonna Die»   | 3:14         |
| 4.  | «Walking»             | 1:45         |
| 5.  | «Eyes Glowing»        | 1:25         |
| 6.  | «The Morning After»   | 2:57         |
| 7.  | «Collecting Wallets»  | 1:53         |
| 8.  | «Wife Memory»         | 1:08         |
| 9.  | «Life and Death»      | 2:52         |
| 10. | «Lagging Behind»      | 1:53         |
| 11. | «Running from Wolves» | 1:46         |
| 12. | «Daughter Appears»    | 2:13         |
| 13. | «Last Walk»           | 2:33         |
| 14. | «Memorial»            | 3:41         |
| 15. | «Alpha»               | 2:16         |
| 16. | «Into the Fray»       | 1:49         |
| 17. | «The City Surf»       | 2:43         |

## Производство
Этот фильм является второй совместной работой Джо Карнахана с продюсерами Ридли Скоттом и Тонни Скоттом, а также актёром Лиамом Нисоном, с которыми режиссёр сотрудничал над фильмом Команда-А. Изначально главный герой должен был быть моложе и его должен был играть Брэдли Купер, но в связи с занятостью в других проектах его заменил Лиам Нисон. Съемки начались в январе 2011 и завершились в марте за сорок дней. Основная часть съемок проходила в Британской Колумбии, а также в городах Ванкувер и Смизерс. В сцене, где герой Нисона пишет письмо жене, режиссёр Джо Карнахан показал скорбь актёра по поводу смерти его жены актрисы Наташи Ричардсон, погибшей в результате черепно-мозговой травмы в 2009 году.
Фильму присвоен рейтинг R из-за ряда сцен насилия и тревоги, включая кровавые сцены и грубые фразы.
Специально для съемок фильма Джо Карнахан купил у местного охотника четыре туши волков, две использовали в качестве реквизита, а две другие съемочная группа съела.

## Отзывы и критика
Фильм получил сравнительно высокие оценки кинокритиков: на агрегаторе Rotten Tomatoes фильм имеет рейтинг 79 % на основе 207 рецензий со средней оценкой 6,9 из 10. Вердикт критиков: «„Схватка“ — это захватывающая история о выживании, наполненная интересными персонажами и удивительным философским подтекстом».
На сайте Metacritic картина набрала 64 балла из 100 на основе 35 рецензий, в результате имея «в целом положительные отзывы».